# Toradora!
Toradora! (jap. とらドラ!) – seria light novel autorstwa Yuyuko Takemiyi z ilustracjami Yasu, wydawana nakładem wydawnictwa ASCII Media Works pod imprintem Dengeki Bunko od 10 marca 2006 do 10 marca 2009.
Na podstawie powieści powstał trzytomowy spin-off oraz adaptacja w formie mangi, a także 25-odcinkowy telewizyjny serial anime, miniserial i odcinek specjalny OVA wyprodukowane przez studio J.C.Staff.

## Znaczenie tytułu
Tytuł Toradora! jest akronimem imion dwóch głównych bohaterów serii – Taigi Aisaki i Ryūji Takasu. Taiga jest transkrypcją angielskiego słowa tiger, natomiast tygrys w języku japońskim – tora (jap. とら). Ryūji w języku japońskim dosłownie oznacza syn smoka, zaś transkrypcja angielskiego słowa dragon na japoński – doragon (jap. ドラゴン).

## Fabuła
Historia rozpoczyna się wraz z głównym bohaterem, Ryūjim Takasu, rozpoczynającym drugi rok w liceum. Pomimo jego dobrotliwej natury, jego spojrzenie sprawia, że jest uznawany za młodocianego przestępcę lub członka yakuzy. Z tego powodu pozbawiony jest nadziei na szansę poznania towarzyszki życia – ani tym bardziej na zwiększeniu swego grona przyjaciół. Nic nie zapowiada, aby ta sytuacja miała się zmienić, gdy nagle okazuje się, że został przydzielony do tej samej klasy co jego najlepszy przyjaciel – Yūsaku Kitamura. To pomaga mu udowodnić nowej klasie, że jego wygląd nie przedstawia jego prawdziwej osobowości. Razem z nim uczęszczać będzie Minori Kushieda, pełna energii dziewczyna, w której Ryūji jest potajemnie zakochany. I wtedy niespodziewanie poznaje Taigę Aisakę – najlepszą przyjaciółkę Minori, a zarazem najbardziej niebezpiecznego awanturnika w szkole (o czym Ryūji szybko się przekonuje). Z powodu jej niskiego wzrostu i zadziornego charakteru otrzymała przydomek Tenori Tiger (jap. 手乗りタイガー Te Nori Taigā), co oznacza dosłownie "tygrys mieszczący się na dłoni" (Tyci Tygrys w tłumaczeniu Studia JG). 
Z początku Taiga jest wrogo nastawiona do Ryūjiego. Jednak gdy chłopak przez przypadek dowiaduje się, że Taiga jest po uszy zadurzona w Kitamurze, a ona odkrywa jego potajemną miłość do Minori – zmieniają swoje nastawienie do siebie. W efekcie zawiązują sojusz, obiecując sobie pomoc i wsparcie przy zdobyciu wzajemności w ich upragnionych związkach.

## Light novel

### Toradora!
Seria zapoczątkowana została w formie light novel, która składa się z 10 tomów. Pierwszy z nich został wydany 10 marca 2006, natomiast ostatni, 10 tom – 10 marca 2009.
Polskie wydanie mangi zostało zapowiedziane 23 marca 2015, natomiast premiera miała się odbyć na przełomie lipca i sierpnia. Jednak nastąpiło to dopiero rok później, wtedy 12 lipca przedstawiono polską okładkę, premiera zaś miała miejsce ostatecznie 25 sierpnia. Kolejne tomy ukazują się nakładem wydawnictwa Studio JG, natomiast różnicą między polską a japońską wersją jest wydanie dwóch pojedynczych tomów w jeden podwójny.
| Nr | Język japoński       | Język japoński         | Język polski     | Język polski           |
| Nr | Data wydania         | ISBN                   | Data wydania     | ISBN                   |
| -- | -------------------- | ---------------------- | ---------------- | ---------------------- |
| 1  | 10 marca 2006        | ISBN 978-4-8402-3353-8 | 25 sierpnia 2016 | ISBN 978-83-8001-141-0 |
| 2  | 10 maja 2006         | ISBN 978-4-8402-3438-2 | 25 sierpnia 2016 | ISBN 978-83-8001-141-0 |
| 3  | 10 września 2006     | ISBN 978-4-8402-3551-8 | 28 lutego 2018   | ISBN 978-83-8001-188-5 |
| 4  | 10 stycznia 2007     | ISBN 978-4-8402-3681-2 | 28 lutego 2018   | ISBN 978-83-8001-188-5 |
| 5  | 10 sierpnia 2007     | ISBN 978-4-8402-3932-5 | 20 lipca 2020    | ISBN 978-83-8001-526-5 |
| 6  | 10 grudnia 2007      | ISBN 978-4-8402-4117-5 | 20 lipca 2020    | ISBN 978-83-8001-526-5 |
| 7  | 10 kwietnia 2008     | ISBN 978-4-04-867019-7 | —                |                        |
| 8  | 10 sierpnia 2008     | ISBN 978-4-04-867170-5 | —                |                        |
| 9  | 10 października 2008 | ISBN 978-4-04-867265-8 | —                |                        |
| 10 | 10 marca 2009        | ISBN 978-4-04-867593-2 | —                |                        |

### Toradora Spin-off!
Na podstawie light novel powstał trzytomowy spin-off zatytułowany Toradora Spin-off! (jap. とらドラ・スピンオフ！ Toradora Supin-ofu!), który wydawany był od 10 maja 2007 do 10 kwietnia 2010. 
| Nr | Data wydania (język japoński) | ISBN (język japoński)  |
| -- | ----------------------------- | ---------------------- |
| 1  | 10 maja 2007                  | ISBN 978-4-8402-3838-0 |
| 2  | 10 stycznia 2009              | ISBN 978-4-04-867459-1 |
| 3  | 10 kwietnia 2010              | ISBN 978-4-04-868456-9 |

### Wydanie gappon-ban
25 czerwca 2020 w sprzedaży ukazało się kompletne wydanie w formacie gappon-ban, składające się ze wszystkich 13 tomów – 10 tomów serii głównej oraz 3 tomy spin-offu i liczące łącznie 3804 strony.

## Manga
Pierwszy rozdział adaptacji w formie mangi został opublikowany 27 lipca 2007 w magazynie „Dengeki Comic Gao!”, kolejne z nich pojawiały się zaś do numeru 3/2008 (z 27 stycznia 2008). Następnie serializację mangi przeniesiono do magazynu „Dengeki Daioh”, a kolejny rozdział ukazał się w numerze 5/2008 (z 21 marca 2008). Miesiąc wcześniej rozpoczęto zbieranie pojedynczych rozdziałów do tankōbonów, który pierwszy z nich został wydany 27 lutego. Według stanu na 27 czerwca 2019, wydano do tej pory 9 tomów. Manga powstaje na podstawie scenariusza Yuyuko Takemiyi, natomiast za ilustracje odpowiada artysta Zekkyō.
Polska wersja mangi zapowiedziana została 22 marca 2013, natomiast premiera pierwszego tomu miała odbyć się 12 lipca podczas konwentu Animatsuri, jednak ostatecznie w sprzedaży ukazał się 4 września. Kolejne tomy ukazują się nakładem wydawnictwa Studio JG.
| Nr | Język japoński       | Język japoński         | Język polski         | Język polski           |
| Nr | Data wydania         | ISBN                   | Data wydania         | ISBN                   |
| --- | -------------------- | ---------------------- | -------------------- | ---------------------- |
| 1 | 27 lutego 2008       | ISBN 978-4-8402-4219-6 | 4 września 2013      | ISBN 978-83-6135674-5  |
| 2 | 27 lutego 2009       | ISBN 978-4-0486-7633-5 | 11 grudnia 2013      | ISBN 978-83-61356-80-6 |
| 3 | 27 stycznia 2010     | ISBN 978-4-0486-8368-5 | 28 lutego 2014       | ISBN 978-83-61356-90-5 |
| 4 | 27 stycznia 2011     | ISBN 978-4-0487-0244-7 | 27 maja 2014         | ISBN 978-83-6135699-8  |
| 5 | 27 marca 2012        | ISBN 978-4-0488-6492-3 | 10 sierpnia 2014     | ISBN 978-83-8001012-3  |
| 6 | 27 sierpnia 2013     | ISBN 978-4-0489-1618-9 | 24 października 2014 | ISBN 978-83-8001-025-3 |
| Nota: ISBN 978-4-0489-1651-6 w przypadku edycji specjalnej, która została wydana 27 lipca, na miesiąc przed premierą edycji standardowej. W Polsce edycja specjalna nie została wydana. |                      |                        |                      |                        |
| 7 | 27 lutego 2015       | ISBN 978-4-0486-9057-7 | 2 października 2015  | ISBN 978-83-8001-090-1 |
| 8 | 27 października 2017 | ISBN 978-4-0489-3426-8 | 15 stycznia 2020     | ISBN 978-83-8001-523-4 |
| 9 | 27 czerwca 2019      | ISBN 978-4-0491-2584-9 | 3 września 2021      | ISBN 978-83-8001-678-1 |

## Anime
Pierwsze informacje o adaptacji w formie telewizyjnego serialu anime pojawiły się 2 kwietnia 2008, natomiast jego premiera miała miejsce 1 października na antenie TV Tokyo. Razem wyprodukowano i wyemitowano 25 odcinków. Obok anime powstał również 4-odcinkowy miniserial zatytułowany Toradora SOS! Kuishinbō banbanzai (jap. とらドラSOS！食いしん坊万々歳), których odcinki wydawano od 25 lutego do 26 sierpnia 2009 oraz 27-minutowy odcinek OVA pod tytułem Toradora!: Bentō no gokui (jap. とらドラ！弁当の極意), który został wydany 21 grudnia 2011.
Licencję na wyświetlanie anime w Polsce wykupiła platforma Netflix.
| Lp. | Tytuł odcinka                                                                            | Premiera             |
| --- | ---------------------------------------------------------------------------------------- | -------------------- |
| 1   | Tygrys i smok Tora to Ryū (虎と竜)                                                       | 1 października 2008  |
| 2   | Taiga i Ryūji Ryūji to Taiga (竜児と大河)                                                | 8 października 2008  |
| 3   | Twój śpiew Kimi no uta (君の歌)                                                          | 15 października 2008 |
| 4   | Ta twoja mina Ano toki no kao (あのときの顔)                                             | 22 października 2008 |
| 5   | Ami Kawashima Kawashima ami (かわしまあみ)                                               | 29 października 2008 |
| 6   | Prawdziwa natura Honto to jibun (ほんとの自分)                                           | 5 listopada 2008     |
| 7   | Otwarcie basenu Pūru biraki (プールびらき)                                               | 12 listopada 2008    |
| 8   | Kto wygra wyścig? Dare no tame (だれのため)                                              | 19 listopada 2008    |
| 9   | Wybierzmy się nad morze Umi ni ikō to kimi wa (海にいこうと君は)                         | 26 listopada 2008    |
| 10  | Fajerwerki Hanabi (花火)                                                                 | 3 grudnia 2008       |
| 11  | Szkolny festiwal kulturowy 1 Ōbashi Kōkō bunkasai・Zenpen (大橋高校文化祭・前編)         | 10 grudnia 2008      |
| 12  | Szkolny festiwal kulturowy 2 Ōbashi Kōkō bunkasai・Chūhen (大橋高校文化祭・中編)         | 17 grudnia 2008      |
| 13  | Szkolny festiwal kulturowy 3 Ōbashi Kōkō bunkasai・Kōhen (大橋高校文化祭・後篇)          | 24 grudnia 2008      |
| 14  | Szczęśliwy Mały Tygrys Shiawase no tenori taigā (しあわせの手乗りタイガー)               | 7 stycznia 2009      |
| 15  | Daleka gwiazda Hoshi wa, tōku (星は、遠く)                                               | 14 stycznia 2009     |
| 16  | Kolejny krok Fumi dasu ippo (踏み出す一歩)                                               | 21 stycznia 2009     |
| 17  | Ruch wsteczny Merkurego kurisumasu ni suisei wa gyakkō suru (クリスマスに水星は逆行する) | 28 stycznia 2009     |
| 18  | Pod choinką Momi no kinoshita de (もみの木の下で)                                        | 4 lutego 2009        |
| 19  | Wigilia Seiyasai (聖夜祭)                                                                | 11 lutego 2009       |
| 20  | Niech tak będzie zawsze Zutto, kono mama (ずっと、このまま)                              | 18 lutego 2009       |
| 21  | Nie mogę się powstrzymać Dōshitatte (どうしたって)                                       | 25 lutego 2009       |
| 22  | Gdy jesteś obok Kimi no iru keshiki (君のいる景色)                                       | 4 marca 2009         |
| 23  | Właściwa droga Susumu beki michi (進むべき道)                                            | 11 marca 2009        |
| 24  | Wyznanie Kokuhaku (告白)                                                                 | 18 marca 2009        |
| 25  | Toradora! (とらドラ！)                                                                   | 25 marca 2009        |
| OVA | Toradora!: Bentō no gokui (とらドラ！弁当の極意)                                         | 21 grudnia 2011      |

### Toradora SOS! Kuishinbō banbanzai
| Odcinek | Data premiery    |
| ------- | ---------------- |
| 1.      | 25 lutego 2009   |
| 2.      | 22 kwietnia 2009 |
| 3.      | 24 czerwca 2009  |
| 4.      | 26 sierpnia 2009 |

## Odbiór
12 kwietnia 2009 w dzienniku „Mainichi Shimbun” podano do wiadomości, że sprzedano 3 miliony egzemplarzy light novel.
Stig Høgset z portalu THEM Anime Review pochwalił adaptację anime za to, że „jak w wielu romantycznych serialach anime z kilkoma dziewczynami, próbowała nie wprawiać ludzi w złość lub rozczarowanie”. Ponadto uznał Taigę za „genetyczne małżeństwo” Shany z serii Shakugan no Shana i Louise z Zero no Tsukaima. Jednak skrytykował również jej ciągłe zachowanie, szczególnie wobec Ryūjiego oraz opis ojca Taigi, w którym Høgset czuł, że „cała historia szarpie go dookoła”.

## Nagrody i wyróżnienia
| Rok  | Ceremonia                  | Kategoria                 | Nominacja                           | Rezultat   | Źródło        |
| ---- | -------------------------- | ------------------------- | ----------------------------------- | ---------- | ------------- |
| 2007 | Kono Light Novel ga sugoi! | polecana light novel      | Toradora!                           | 6. miejsce | [ 56 ]        |
| 2007 | Light Novel Award          | komedia romantyczna       | Toradora!                           | Wygrana    | [ 57 ] [ 58 ] |
| 2008 | Kono Light Novel ga sugoi! | polecana light novel      | Toradora!                           | 2. miejsce | [ 56 ]        |
| 2009 | Kono Light Novel ga sugoi! | polecana light novel      | Toradora!                           | 4. miejsce | [ 56 ]        |
| 2009 | Anime Saimoe Tournament    | najlepsza postać moe      | Taiga Aisaka                        | Wygrana    | [ 59 ]        |
| 2009 | Seiyū Awards               | najlepsza aktorka głosowa | Rie Kugimiya (za rolę Taigi Aisaki) | Wygrana    | [ 60 ]        |
| 2009 | Japan Media Arts Festival  | polecana praca przez jury | Toradora!                           | Polecana   | [ 61 ]        |
| 2010 | Kono Light Novel ga sugoi! | polecana light novel      | Toradora!                           | 2. miejsce | [ 56 ]        |